# Kryptoksantyna
Kryptoksantyna (E161c) – organiczny związek chemiczny z grupy ksantofili (podgrupa karotenoidów). Jest naturalnym pigmentem, występującym w przyrodzie. Został wyizolowany z płatków i owoców miechunki (Physalis). Rośliny tej używa się również do produkcji pigmentu do celów przemysłowych.
Po krystalizacji z mieszaniny benzenu i metanolu przyjmuje postać ciemnoczerwonych słupków, natomiast z mieszaniny metanolu i eteru dietylowego wykrystalizowuje tworząc czerwone płatki o metalicznym połysku. Dopuszczalne dzienne spożycie wynosi 5 mg/kg.